# Juan José Castelli (Argentina)
Juan José Castelli, meglio conosciuta come Castelli, è una città dell'Argentina, situata nella provincia del Chaco e capoluogo del dipartimento di General Güemes.

## Geografia
Juan José Castelli sorge nella regione geografica del Chaco Austral, a 281 km a nord-ovest del capoluogo provinciale Resistencia.

## Etimologia
La città prende nome da Juan José Castelli, rivoluzionario e politico argentino, di origine italiana. Fu uno dei leader della Rivoluzione di Maggio.

## Storia
Al termine della prima guerra mondiale l'area dove sorge l'odierna città divenne uno dei principali centri di raccolta del cotone in Argentina favorendo così un primo arrivo di immigrati in una regione fino ad allora scarsamente popolata. Nel 1928 Castelli fu fondata come colonia agricola su iniziativa del governo nazionale. Due anni dopo vi giunsero 320 famiglie di tedeschi del Volga provenienti dalla provincia di La Pampa. 
Il 17 giugno 1936 fu aperta la ferrovia tra Castelli e Presidencia Roque Sáenz Peña.

## Infrastrutture e trasporti
Juan José Castelli è situata lungo la strada nazionale 95, arteria di comunicazione che unisce l'interno della provincia di Formosa con l'ovest della provincia di Santa Fe.